# Most–Híd
A Most–Híd (ejtsd: moszt–híd; szlovák–magyar elnevezés: a szlovák most szó magyarul ’hidat’ jelent) szlovákiai párt volt.
2021-ben beolvadt a felvidéki magyarok új egységpártjába, a Szövetség – Magyarok. Nemzetiségek. Régiók. pártba, melynek azóta egyik platformjaként működött tovább a Most–Híd. A Szövetség 2023. december 9-ei kongresszusának döntése értelmében a párt neve Magyar Szövetségre módosult, egyúttal a párt platformjai megszüntetésre kerültek, így ezzel a döntéssel a Most–Híd platformként is megszűnt.

## Története
A. Nagy László, Bastrnák Tibor, Bugár Béla, Gál Gábor és Simon Zsolt alapították 2009. június 30-án, miután a sikeres EP-választás ellenére kiléptek a felvidéki magyarok akkori egységpártjából, a Magyar Koalíció Pártjából (MKP, később nevet változtatott Magyar Közösség Pártjára). A Most–Híd első elnöke Bugár Béla lett, aki az MKP-ban kilenc évig töltötte be ugyanezt a pozíciót. A két párt viszonya feszült volt, bár nem zárkóztak el sohasem attól, hogy a későbbiekben valamilyen szinten együttműködjenek.
A 2010-es szlovákiai parlamenti választáson a szlovák Polgári Konzervatív Párttal (OKS) választási szövetségre lépve 8,12%-nyi szavazatot szerzett, ami 14 mandátumra volt elegendő. A Most–Híd koalíciót kötött a Szlovák Demokratikus és Keresztény Unió – Demokrata Párttal (SDKÚ-DS), a Szabadság és Szolidaritással (SaS) és a Kereszténydemokrata Mozgalommal (KDH), így egy négypárti jobbközép koalíció része lett.
A 2012-es szlovákiai parlamenti választáson rosszabbul szerepelt a Most–Híd a 2010-es eredményekhez képest, mindössze 6,89%-ot ért el. A választást megnyerő Irány – Szociáldemokrácia (SMER-SD) párt abszolút többséget szerzett, így az egyetlen párttal sem kötött koalíciót, a Most–Híd ellenzékbe szorult.
2013 novemberében az Európai Néppárt tagja lett.
A 2016-os szlovákiai parlamenti választáson még a 2012-esnél is gyengébb eredményt ért el a Most–Híd, immár a szavazatoknak csak 6,50%-át szerezte meg. Ugyanakkor az addig egyedül kormányzó Irány – Szociáldemokrácia (SMER-SD) a 2012-es szavazóinak harmadát elveszítve mindössze 28,28%-os támogatottságot ért el, és csak úgy tudott parlamenti többséget összehozni a Smer, ha koalíciót köt több másik parlamentbe jutott párttal. A koalíció része lett a a korábban a magyargyűlölő Ján Slota által vezetett Szlovák Nemzeti Párt (SNS), a Most–Híd és a kereszténydemokrata irányultságú #HÁLÓ (#SIEŤ). Néhány hónappal később a #HÁLÓ szétesett, a párt több képviselője pedig csatlakozott a Most–Híd frakciójához. Mivel így már a #HÁLÓ megmaradt része nélkül is megvolt a parlamenti többség, a #HÁLÓval felmondták a koalíciót, a kormánytöbbség pedig hárompárti, Smer-SNS-Most–Híd koalícióként működött tovább. 2018-ban Ján Kuciak újságíró és menyasszonya meggyilkolása után Robert Fico addigi miniszterelnök lemondott, és Peter Pellegrini lett az új miniszterelnök. A hárompárti koalíció ugyanakkor fennmaradt a 2020-as választásig.
A botrányokkal teli négyéves kormányzás után a 2020-as szlovákiai parlamenti választáson hatalmas bukást szenvedett el a Most–Híd: a 2016-os szavazói kétharmadát elveszítve mindössze 2,05%-os eredményt ért el, ezáltal kiesett a szlovák parlamentből.
2021. október 2-án a Most–Híd beolvadt a felvidéki magyarok új egységpártjába, a Szövetség – Magyarok. Nemzetiségek. Régiók. pártba, ezáltal a Most–Híd önálló pártként formálisan megszűnt, a Szövetség egyik platformjaként működik tovább a Most–Híd. A Szövetség 2023. december 9-ei kongresszusának döntése értelmében a párt neve Magyar Szövetségre módosult, egyúttal döntöttek a platformok megszüntetéséről. Ezzel a döntéssel tehát a Most–Híd platformként is megszűnt.

## A párt elnökei

### Most–Híd
| A Most–Híd elnökei | A Most–Híd elnökei | A Most–Híd elnökei | A Most–Híd elnökei |
| Kép                | Név                | hivatal kezdete    | hivatal vége       |
| ------------------ | ------------------ | ------------------ | ------------------ |
| Bugár Béla         | Bugár Béla         | 2009               | 2020               |
| Sólymos László     | Sólymos László     | 2020               | 2021               |

### ASzövetségpárt platformjaként
| A Szövetség párt Most–Híd platformjának elnökei | A Szövetség párt Most–Híd platformjának elnökei | A Szövetség párt Most–Híd platformjának elnökei |
| Név                                             | hivatal kezdete                                 | hivatal vége                                    |
| ----------------------------------------------- | ----------------------------------------------- | ----------------------------------------------- |
| Rigó Konrád                                     | 2021                                            | 2023                                            |
| Pál Attila                                      | 2023                                            | 2023                                            |

## Ideológia, pártprogram
A Most–Híd a hasonlóan gondolkodó szlovákok és magyarok együttműködésének szükségességére helyezte a hangsúlyt és a szlovákok részéről a túlzó szlovák nacionalizmust elvető Rudolf Chmelt választotta alelnökének. A párt a magyarok mellett szlovákok, ruszinok, cigányok, németek és más nemzetiségűek szavazataira és támogatására is számít, ennek megfelelően nem magyar nemzetiségi, hanem „polgári” pártként határozta meg magát. Egy 2010 márciusában adott interjúban Bugár azt mondta, a párt felmérései szerint választóik mintegy 30 százaléka szlovák nemzetiségű.
Bugár ugyanitt azt is állította, hogy a Most–Híd nem kíván együttműködni a Robert Fico miniszterelnök vezette Irány – Szociáldemokrácia (SMER-SD) párttal, amelynek nacionalista irányultságát továbbra is erősnek tartják. Ennek ellenére 2016-ban mégis koalíciót kötött a Smerrel, emellett a korábban a magyargyűlölő Ján Slota által vezetett Szlovák Nemzeti Párttal (SNS) is.

## Választási eredményei

### Országos választások
| Választás | Szavazatok száma | Szavazatok aránya | Mandátumok száma | Mandátumok aránya | Parlamenti szerepe |
| --------- | ---------------- | ----------------- | ---------------- | ----------------- | ------------------ |
| 2010-es   | 205 538          | 8,12%             | 14               | 9,33%             | kormánypárt        |
| 2012-es   | 176 088          | 6,89%             | 13               | 8,67%             | ellenzék           |
| 2016-os   | 169 593          | 6,50%             | 11               | 7,33%             | kormánypárt        |
| 2020-as   | 59 174           | 2,05%             | 0                | 0%                | nem jutott be      |

### Európai parlamentiválasztások
| Választás | Szavazatok száma | Szavazatok aránya | Mandátumok száma | Európai parlamenti csoport                    | Európai parlamenti alcsoport |
| --------- | ---------------- | ----------------- | ---------------- | --------------------------------------------- | ---------------------------- |
| 2014-es   | 32 708           | 5,83%             | 1                | Európai Néppárt – Európai Demokraták (EPP-ED) | Európai Néppárt (EPP)        |
| 2019-es   | 25 562           | 2,59%             | 0                | nem jutott be                                 | nem jutott be                |

## Külső linkek
- A Most–Híd a Szlovák Köztársaság Belügyminisztériumának politikai pártok és politikai mozgalmak nyilvántartásában Archiválva 2021. október 3-i dátummal a Wayback Machine-ben